# Tres estrelles doji alcistes
Les Tres estrelles doji alcistes (en anglès: Bullish Tristar) és un patró d'espelmes japoneses format per tres espelmes doji que indica un canvi en la tendència baixista; rep aquesta denominació perquè els tres doji representarien la forma de tres estrelles dalt del cel.

## Criteri de reconeixement
1. La tendència prèvia és baixista
2. Es forma un primer doji.
3. L'endemà els preus obren amb gap baixista i es forma un segon doji
4. El tercer dia els preus obren a l'alça i es forma un trecer doji

## Explicació
En un context de tendència baixista, l'aparició del primer doji és un senyal d'advertiment de la pèrdua de força dels beats. El segon doji evidencia que els beats ja no tenen força per continuar baixant, i el tercer confirma el canvi de tendència.

## Factors importants
Els tres doji seguits evidencien una gran indecisió en el mercat. Es recomana esperar a la confirmació al quart dia següent en forma gap alcista, un trencament de tendència, o sinó en forma d'espelma blanca amb tancament superior.